# リスキリング
| ウィキペディアには「リスキリング」という見出しの百科事典記事はありません（タイトルに「リスキリング」を含むページの一覧/「リスキリング」で始まるページの一覧）。 代わりにウィクショナリーのページ「リスキリング」が役に立つかもしれません。 |